# ZF Friedrichshafen
ZF Friedrichshafen — немецкий производитель автомобильных комплектующих. Аббревиатура ZF означает «Zahnradfabrik» (с нем. — «завод шестерен»). Штаб-квартира расположена в Фридрихсхафене (Баден-Вюртемберг).

## История
Начало истории компании связано с дирижаблями-цепеллинами. После создания нескольких прототипов цепеллинов, в 1908 году был основан фонд Zeppelin, собиравший средства на проектирование и строительство дирижаблей. В том же году была основана производственная компания Luftschiffbau Zeppelin (LZ). Вскоре выяснилось, что на рынке нет достаточно качественных трансмиссий для приведения в движение пропеллера; для решения проблемы был приглашён швейцарский специалист Макс Мааг. В августе 1915 года LZ и Макс Мааг основали компанию по производству трансмиссий Zahnradfabrik Friedrichshafen (ZF). Поскольку по итогам Первой мировой войны Германия не могла выпускать летательные аппараты, в 1918 году ZF перешла на производство трансмиссий для автомобилей, в частности, полуавтоматической коробки передач, разработанной генеральным директором компании Альфредом фон Зоденом. В 1926 году в Берлине был открыт второй завод компании.
В 1932 году ZF начала производство систем рулевого управления. К 1937 году в компании работало 3500 человек, она стала одним из крупнейших в Европе производителей трансмиссий. В июне 1937 года в Швебиш-Гмюнд был открыт третий завод. В годы Второй мировой войны ZF выпускала трансмиссии для танков и другой военной техники. Было открыто ещё несколько заводов; в 1944 году первоначальный завод в Фридрихсхафене был полностью разрушен. В 1946 году была ликвидирована компания LZ, основной акционер ZF, а в 1947 году также был упразднён фонд Zeppelin. Тем не менее, ZF продолжила работу, её владельцем стали муниципальные власти Фридрихсхафена.
С 1950-х годов компания начала расширять как ассортимент продукции, так и географию деятельности. В 1959 году в Сан-Паулу (Бразилия) был открыт первый зарубежный завод. В начале 1970-х годов оборот компании превысил 1 млрд марок, к этому времени каждый третий выпущенный в Германии грузовик имел трансмиссию или рулевое управление производства ZF. В 1973 году в Саарбрюккене был открыт завод по производству автоматических коробок передач для легковых автомобилей. В 1984 году была куплена компания Lemförder Metallwaren, ставшая ZF Lemförder. С 1980-х годов ZF, как и другие поставщики автокомплектующих, начала выпускать не отдельные компоненты, а целые узлы и системы; новые заводы стали открываться неподалёку от автомобилестроительных предприятий клиентов. В 1986 году были созданы 2 дочерние компании в США: ZF Transmissions Inc. и ZF Steering Gear Inc.
В 1998 году ZF открыла свой первый завод в КНР. В 1999 году подразделение по производству систем рулевого управления было объединено с аналогичным подразделением Robert Bosch в совместное предприятие ZF Lenksysteme. В 2001 году за 1,3 млрд евро были куплены 4 дочерние структуры расформированного концерна Mannesmann, включая Fichtel & Sachs (ZF Sachs); эта покупка сделала ZF третьим крупнейшим производителем автокомплектующих в Германии после Bosch и Continental AG. Оборот компании в 2001 году составил 6,96 млрд евро. В 2008 году был куплен производитель компьютерной периферии Cherry AG; в 2016 году он был продан.
В сентябре 2014 года ZF достигла соглашения о поглощении американской компании TRW Automotive; сделка стоимостью 12,4 млрд долларов была закрыта в мае 2015 года. Для завершения сделки ZF продала свою долю в совместном предприятии с Bosch по производству систем рулевого управления ZF Lenksysteme. В 2020 году за 7 млрд долларов была куплена американская компания WABCO, производитель комплектующих для коммерческого транспорта. В 2024 году ZF создала совместное предприятие с тайваньской компанией Foxconn по производству узлов ходовой части ZF Foxconn Chassis Modules.

## Собственники и руководство
Основным акционером является фонд Zeppelin, которому принадлежит 93,8 % акций компании; с 1947 года фонд контролируется властями города Фридрихсхафен. Фонд обеспечивает финансирование Университета Цепеллина, Музея Цепеллина, а также различных благотворительных проектов. Остальные 6,2 % принадлежат фонду Dr. Jürgen and Irmgard Ulderup (Лемфёрде).
Руководство:
- Рольф Брайденбах (Rolf Breidenbach, род. в 1963 году) — председатель наблюдательного совета с марта 2025 года, член совета с 2023 года; до этого работал в компании Hella, с 1995 по 2003 год был консультантом McKinsey & Company[14].
- Хольгер Кляйн (Holger Klein) — генеральный директор с начала 2023 года, в компании с 2014 года, до этого также был в McKinsey[15].

## Деятельность
Выручка компании за 2024 год составила 41,4 млрд евро, из них 73 % пришлось на комплектующие для легковых автомобилей и минифургонов, 19 % — на комплектующие для коммерческого транспорта, 8 % — на комплектующие для строительной и сельскохозяйственной техники, железнодорожного и морского транспорта, ветрогенераторов. Распределение выручки по регионам: Европа, Ближний Восток и Африка — 47 %, Северная Америка — 27 %, Азиатско-Тихоокеанский регион — 23 %, Южная Америка — 3 %. В 2024 году ZF заняла 5-е место в мире среди поставщиков автокомплектующих.
Подразделения компании по состоянию на 2024 год:
- Chassis Solutions — комплектующие для ходовой части (шасси) легковых автомобилей, системы управления и торможения; 27 % выручки;
- Electrified Powertrain Technology — комплектующие для электромобилей; 23 % выручки;
- ZF Lifetec — системы пассивной безопасности; 11 % выручки;
- Electronics & ADAS — системы помощи водителю и другая автомобильная электроника; 6 % выручки;
- Commercial Vehicle Solutions — комплектующие для коммерческого транспорта (грузовиков и автобусов); 17 % выручки;
- Industrial Technology — комплектующие для строительной и сельскохозяйственной техники, железнодорожного и морского транспорта, ветрогенераторов, средства автоматизации производства; 8 % выручки;
- Aftermarket — снабжение более 20 тыс. автомастерских запчастями и инструментами; компания продаёт запчасти под брендами ZF, Lemförder, Sachs, TRW, WABCO и Boge; 8 % выручки.

Производственные мощности насчитывают 161 предприятие в 30 странах; в Европе находится 80 заводов, в Азии — 45, в Северной Америке — 28, в Южной Америке — 8. По состоянию на 2024 год в компании работало 161,6 тыс. сотрудников, из них в Германии — 52 тыс., в Мексике — 25 тыс., в Китае — 15,5 тыс., в Индии — 11,2 тыс., в Польше — 11 тыс., в США — 9,4 тыс., в Бразилии — 5,2 тыс., в Румынии — 4,5 тыс., в Словакии — 3,9 тыс., в Чехии — 3,8 тыс..
В Германии концерн ZF представлен следующими тремя главнейшими (но далеко не единственными) филиалами, каждый из которых отвечает за свою сферу деятельности:
- собственно ZF Friedrichshafen (Фридрихсхафен) — головное предприятие и штаб-квартира концерна; завод по производству шасси и коробок переключения передач для коммерческих/грузовых транспортных средств;
- ZF Passau (Пассау) — два завода по производству коробок переключения передач для строительно-дорожной техники и мостов для строительно-дорожной техники и автобусов;
- ZF Saarbruecken (Саарбрюккен) — шасси и коробки переключения передач для легковых автомашин.

### ZF в России
В 2005 году было открыто совместное предприятие с КАМАЗ в Татарстане ZF Kama. Российским филиалом непосредственно самого концерна официально считалась компания ZF Russia с головным офисом в Санкт-Петербурге и филиалами в Москве. В 2013 году в Москве было открыто предприятие по промышленному восстановлению коробок переключения передач для легковых автомобилей.
С началом войны в Украине, в марте 2022 года, ZF прекратила поставки продукции в Россию, а в сентябре 2022 года отказалась от своей доли в совместном предприятии ZF Kama (оно было переименовано в «ЦФ Кама»). В июне 2023 года российские филиалы Wabco Rus LLC и Wabco Vostok LLC были проданы местному менеджменту без права использовать бренды, принадлежащие ZF Friedrichshafen.